# علم سلوفينيا

علم سلوفينيا

علم سلوفينيا المدني

علم جمهورية سلوفينيا الاشتراكية

علم سلوفينيا البحري

أعتمد علم سلوفينيا الحالي في 27 حزيران - يونيو من سنة 1991 بعد الاستقلال عن جمهورية يوغوسلافيا الاشتراكية الاتحادية، ويتكون العلم السلوفيني من ثلاثة ألوان بصورة أفقية من الأعلى للأسفل وهي الأبيض والأزرق والأحمر ويوجد كذلك شعار النبالة في الزاوية العليا اليسرى من العلم السلوفيني.

## معنى ألوان العلم
- الأبيض: يرمز إلى الثلوج التي تغطي جبال الألب في فصل الشتاء.

- الأزرق: يرمز إلى البحر الأدرياتيكي.

- الأحمر: يرمز إلى دماء السلوفين.

- الأصفر: يرمز إلى ثروة الرواسب المعدنية لسلوفينيا.

## أعلام مشابهة

علم روسيا
علم صربيا
علم سلوفاكيا
علم الجبل الأسود الثلاثي الألوان